# Ruśki Hejiwci
Ruśki Hejiwci (ukr. Руські Геївці) – wieś na Ukrainie. Należy do rejonu użhorodzkiego w obwodzie zakarpackim i liczy 126 mieszkańców.